# Класификација веб алата
World Wide Web (скраћено WWW, W3, или само Web, назив долази из енглеског језика, а може се превести као светска мрежа; у енглеском језику реч web има значење разгранате и испреплетане мреже попут паучине) је једна од најкоришћенијих услуга интернета која омогућава преглед хипертекстуалних докумената. Документи могу садржати текст, слике и мултимедијалне садржаје, а међусобно су повезани тзв. хиперлинковима. За преглед и приказ садржаја користе се рачунарски програми који се називају веб претраживачи (Web Browsers).
Интернет свој нагли развој доживљава од 1993. године кроз прву верзију World Wide Web-а (Web 1.0), чији је изумитељ до тада непознати физичар Тим Бернерс-Ли (Tim Berners-Lee). Тим је добио идеју да на интернету користи хипертекст, а прва веб страница је покренута 6. августа 1991. 

## Развој интернета и Web-a
Важно је, пре свега, напоменути да интернет и Web нису исто. „Web је замишљени простор информација. На интернету, можете наћи рачунаре, на web-у можете наћи документе, звукове, видео садржаје, информације. На интернету везе чине каблови између рачунара, на вебу везе чине текстуалне повезнице“. Из тога се може закључити да је World Wide Web само део интернета, то је једна од најкоришћенијих услуга интернета која омогућава преглед хипертекстуалних (hypertext) докумената. 
Почетком 60-их година прошлог века амерички научници су желели да повежу рачунаре тако да ће сваки од њих моћи да приступи подацима овог другог било када и било где. Повезивањем два рачунара смештених на различитим америчким универзитетима dial-up везом преко телефонске линије, научници су креирали Прву светску мрежу рачунара.
Настанак самог интернета везује се за 1969. годину када је у Сједињеним Америчким Државама почео са радом пројекат Министарства одбране под називом ARPANET (Advanced Research Project Agency Network) који је омогућио повезивање рачунара на универзитетима и научно истраживачким центрима. Увођењем интернет протокола почело је да се користи име „интернет“. Интернет свој нагли развој доживљава од 1993. године кроз прву верзију World Wide Web-а (Web 1.0), чији је изумитељ до тада непознати физичар Тим Бернерс-Ли. Тим је добио идеју да на интернету користи хипертекст, а прва веб страница је покренута 6. августа 1991. Он објашњава Web на следећи начин:
„Интернет је сличан разгледници с адресом. Ако ставите исправну адресу на пакет те га предате било ком рачунару које је спојено на мрежу, сваки рачунар ће наћи линију којим ће послати пакет како би стигао на своје одредиште. То је оно што нам интернет пружа. Доставља пакете – у секунди било где на свету.“
Тим је 12. новембра 1990. године својим надређенима послао имејл са документом у коме описује хипертекст и начин рада, као и планове за будућност. Објаснио је да пројекат има две фазе. „Прво, користимо постојећи софтвер и хардвер, као и имплементацију једноставних претраживача за радне станице корисника, на основу анализе потреба за потребама  за приступ информацијама путем експеримената. Друго, проширујемо подручје примене тако што омогућујемо корисницима додавање новог материјала“. 
Web је својим настанком омогићио повезивање страница једноставним кликом миша. Такозвани Web 1.0 је био статичан медиј, сличан штампи, само у дигиталном облику, а његова предност је била у брзини претраживања информација. Власник странице је био тај који креира садржај и у одговарајућој форми поставља на свој веб сајт, а посетиоци посећују сајт искључио у информативне сврхе. Интернет сервиси који су се до тада користили нису се превише мењали, само су се појавом Web-а лакше користили. Управо од тог тренутка, настанка Web-а, интернет почиње муњевито да се развија.

## Од Web 1.0 до Web 2.0 алата
Како је време пролазило, тако су напредовали и веб алати. Убрзани темпо живота људи захтевао је и потребу да нам информације буду стално и брзо доступне. Прва верзија веб алата, Web 1.0 алати, као што је поменуто, омогућавали су да се на веб постављају текстови, филмови, слике, аудио записи и слично, које су корисници интернета могли само да читају, гледају и слушају. Управо због тога, веб је морао да напредује, да пружи својим корисницима оно што желе. Није било довољно само читање, била је потребна интеракција са садржајима. Управо томе тежи и то омогућава побољшана „верзија“ веб алата, Web 2.0 алати. Годину и по дана након што је појам Web 2.0 први пут поменут 2001. године на „брејнсторминг“ састанку, помиње се више од 9,5 милиона пута на Гуглу. Омогућено је активно учешће у креирању веб садржаја, уведене су нове функционалности, што доводи до наглог пораста друштвених мрежа, блогова и форума. Све то води и све већем броју корисника интернет услуга. Орајли (O’Reilly) даје пример поређења Web 1.0 и Web 2.0 алата у Табели 1.
| Web 1.0           | Web 2.0            |
| ----------------- | ------------------ |
| DoubleClick       | Google AdSense     |
| Ofoto             | Flickr             |
| Akamai            | BitTorrent         |
| mp3.com           | Napster            |
| Britannica Online | Wikipedia          |
| лични веб сајтови | блогови            |
| evite             | upcoming.org, EVDB |
| број прегледа     | cost per click     |

Листа је, наравно, дужа и све више расте. Али поставља се питање шта нас наводи да једну апликацију идентификујемо као Web 1.0 или Web 2.0. Ово питање је битно јер „Web 2.0 је постао толико распрострањен да га компаније даље користе као маркетиншку звучну фразу, без стварног разумевања шта он заиста представља. Питање је нарочито тешко због тога што многе од тих компанија, зависне од звучних фраза, дефинитивно не користе Web 2.0".

## Подела Web 2.0 алата
Веб алати су, у ствари, веб апликације које омогућавају дељење информација, интеракцију и сарадњу на интернету. Web 2.0 алати се јављају у следећим облицима:
- Алатке за блог помажу корисницима креирање јавних дневника на мрежи омогућавајући људима лично присуство на вебу (нпр. WordPress);
- Алатке за вики локације  омогућавају људима креирање веб садржаја у сарадњи са другима (нпр. Wikipedia);
- Алатке за подкастове  помажу људима у креирању аудио и видео емисија које могу да се преузму и репродукују (на рачунарима или на MP3 плејерима). Подкастове дистрибуирају и професионалне организације и аматери.;
- Алатке за дељење фотографија  омогућавају корисницима да поставе и деле дигиталне фотографије на мрежи користећи услугу дељења фотографија (нпр. Flickr);
- Алатке за дељење видео снимака  омогућавају корисницима да поставе и деле видео-снимке на мрежи (нпр. YouTube);
- Алатке за друштвено обележавање  помажу корисницима организацију, чување, управљање и претраживање ресурса на мрежи уз помоћ обележивача (нпр. Diigo);
- Алатке за друштвено умрежавање  омогућавају људима изградњу група на мрежи и дељење идеја, активности, догађаја и интересовања унутар њихових индивидуалних мрежа (Facebook, Twitter, Google+).